# Empis mandarina
Empis mandarina är en tvåvingeart som beskrevs av Frey 1953. Empis mandarina ingår i släktet Empis och familjen dansflugor. Inga underarter finns listade i Catalogue of Life.